# Anatole Ak
Anatole Ak (* 1. September 1956 in Linz) ist ein österreichischer Maler.

## Werdegang
Von 1976 bis 1980 studierte er an der Hochschule für Musik und darstellende Kunst Mozarteum in Salzburg. 1989 war Ak Gründungsmitglied der Künstlergruppe K5 (mit Oliver Dorfer, Robert Mittringer, Alexander Netusil und Reinhold Rebhandl) und ist seit 1994 Mitglied der Künstlervereinigung MAERZ in Linz. Heute lebt und arbeitet Ak in Engerwitzdorf/Oberösterreich.

## Werk
Ak malt in Öl und in Mischtechnik auf Büttenpapier und Leinwand. Häufig zeigen seine Bilder linienhafte Strukturen auf monochromem, pastosem Untergrund. Neben der Malerei betätigte er sich auch als Video- und Installationskünstler.
Werke (Auswahl)
- Black out, 1980, Videoinstallation und Performance, 16-mm-Farbtonfilm
- Schädelsichten, 1986, Öl auf Leinwand, 126 × 110 cm, Kunstsammlung des Landes Oberösterreich
- ohne Titel, 1993, Mischtechnik/Büttenpapier, 47 × 64,5 cm, Kunstsammlung des Landes Oberösterreich
- Hinterweltwelt, 2009, Öl auf Leinwand, 100 × 150 cm, Kunstsammlung des Landes Oberösterreich

## Ausstellungen (Auswahl)

### Einzelausstellungen
- 1994: Sala del Paradisino di S. Maria degli Angeli, Galleria Civica Arte Moderna; Modena, Italien
- 2004: Danubiana, Meulensteen Art Museum; Bratislava, Slowakei
- 2009: Kunstpavillon Nußdorf, Wien
- 2012: „half a piece“ aus „paintbook revival“ 1Blick. Kunst im Vorhaus. Hallein, Österreich

### Gruppenausstellungen
- 1989: Reverse Angle, Drum Factory; Chicago, USA
- 1991: K5, Museum; Krumau, Tschechien
- 1992: Decouvertes 92; Paris, Frankreich
- 1994: XXVI. Festival International de la Peinture; Cannes sur mer, Frankreich
- 1996: Kunst Wien 96, Museum für angewandte Kunst, Galerie Ariadne Wien
- 1999: Lavori su carta; Turin, Italien; ACT 99; Moskau, Russland
- 2009: Museum Leopold, Ars Intrinsica; Wien
- 2014: Villa Seilern; Bad Ischl

## Auszeichnungen
- 1980: Kunstförderpreis des Landes Salzburg